# 源小猪笼草
源小猪笼草（学名：Nepenthes abgracilis）是菲律宾特有的的热带食虫植物。其只存在于棉兰老岛的东北部地区，包括黎牙实比山（Mount Legaspi）。关于物种海拔分布范围的资料很少，但已知其正模标本采集于海拔670米处。
源小猪笼草属于非正式的“小瓮猪笼草组”，其中还包括分布于棉兰老岛中北部的熙德猪笼草（N. cid）及分布于棉兰老岛东南部的小瓮猪笼草（N. micramphora）。
其种加词“abgracilis”意为“来源于小的”，原因是源小猪笼草来源于一份被埃尔默·德鲁·美林鉴定为小猪笼草（N. gracilis）的标本。

## 植物学史

### 野外观察
源小猪笼草原生地的照片公布于《露叶茅膏菜》2008年的一篇文章，及斯图尔特·麦克弗森2009年出版的《旧大陆的猪笼草》第二册中。源小猪笼草在这两部文献中均被鉴定为翼状猪笼草（N. alata）。而翼状猪笼草是一种高度易变且分布广泛的物种，其后已被拆分为多个子类群。

### 正式描述
2013年12月6日，植物学家马丁·奇克与马修·杰布在期刊《植物分类》（Phytotaxa）上在线发表了源小猪笼草的正式描述。在该文章中，作者同时介绍了源小猪笼草所在的“小瓮猪笼草组”，并描述了该组的第三位成员熙德猪笼草（N. cid）。源小猪笼草是马丁·奇克与马修·杰布在2013年描述的12个猪笼草属新物种之一。
存放于美国伯克利加利福尼亚大学标本室中的标本“Ramos & Pascasio in BS 34501B”为指定的正模标本。源小猪笼草的照片记录保存于英国皇家植物园邱园。正模标本于1919年4月采集自菲律宾棉兰老岛前苏里高省。模式产地并未指明，仅记录海拔高度为670米。

## 形态特征
源小猪笼草为攀援植物，可高达数米。尚未采集到莲座状植株标本，其形态特征未知。攀缘茎为圆柱形，无翅，直径6-7毫米，节间距为15-18毫米。茎上存在“中等密度”的固着附生腺体，凹球形，红色，直径0.05毫米。

### 叶
叶片螺旋排列，革质，缺少明显的叶柄。叶呈窄倒卵形-椭圆形，长29厘米，宽3.1厘米。叶尖漸狹。叶基向茎渐窄，宽约1.3厘米。叶基倾斜抱茎周围的四分之三至五分之四，形成宽0.3至0.4厘米的翼。翼下延短，终止于叶腋下方0.9至1.2厘米处。中脉两侧各有3至4条纵脉。纵脉起源于叶基，平行于中脉，延伸至叶片四分之三处。纵脉仅可见于叶片上表面。羽状脉不明显。叶片和茎一样被“中等密度”的固着腺体覆盖。上位笼的笼蔓形成笼蔓圈。

### 捕虫笼
尚未采集到源小猪笼草的莲座状植株标本，下位笼形态特征未知。上位笼近圆柱形，基部为椭圆形，高16.4厘米，宽5.5厘米。上位笼基部最宽，中部略微收窄（宽4.1厘米），唇下部又再次扩展至5厘米。类似茎上的固着腺体也出现于上位笼的外表面，密度为每平方毫米3-4个。上位笼腹部表面的笼翼退化为一对脊状突起。笼口为倾斜的卵形，长6厘米，宽4厘米。唇为圆柱形，內缘和外缘均紧密翻折。唇极窄，直径仅为2.5-4毫米。唇肋仅0.1毫米高，排列密集，每毫米2道唇肋。唇内缘没有明显的唇齿。唇基部形成短唇颈，边缘蜜腺的空洞清晰可见。
源小猪笼草的笼盖为卵形-椭圆形，长5.2厘米，宽4厘米。笼盖末梢为圆形至截形，基部为圆形。笼盖下表面无附属物。尽管作者注意到标本的笼盖下表面基部存在中央脊状突起，但他们认为这是制作标本时人为导致的。该脊状突起平顶，长约10毫米，宽1毫米。笼盖下表面的蜜腺超过100个，95%都是大小形态相同的单一腺体。这些单一腺体呈圆形或椭圆形，长0.6-0.75毫米，宽为0.4-0.5毫米，具0.05毫米宽的窄边。笼盖上表面基部周围约有20个窄椭圆形腺体，长0.75毫米，宽0.25毫米。笼盖与唇交界处由深凹，无边界的腺体，直径约0.25毫米。类似茎上的固着腺体仅出现于笼盖边缘附近，数量很少，且不明显。笼盖基部后方的笼蔓尾不分叉。

### 花序
尚未采集到源小猪笼草的花序标本，花序形态特征未知。

### 毛被
茎无毛被，但茎末梢尚未有记录。叶片同样无毛被。除唇附近有少量不明显的单毛（长0.05-0.10毫米）外，上位笼完全无毛被。

### 颜色
从标本看，叶片上表面为深绿色；下表面为干褐色。上位笼的笼身为黄绿色，唇为红色。笼盖下表面为红色或带红色斑点。

## 分布与原生地
菲律宾棉兰老岛的前苏里高省（现北苏里高省和南苏里高省）是源小猪笼草现仅确认的原生地，也是模式标本的采集地。据称，源小猪笼草生长于海拔670米的“嵴下森林”中，地质为超基性岩。同时也在黎牙实比山（Mount Legaspi）拍摄了原生地照片。进一步的研究表明，其分布范围可能更为广阔。源小猪笼草陆生。
由于仅已知单一原生地，所以马丁·奇克与马修·杰布根据国际自然保护联盟的标准，非正式的将源小猪笼草的保护状况评估为“极度濒危”。他们指出虽然黎牙实比山上存在采矿活动，但采矿范围低于海拔670米的采集高度。

## 相关物种

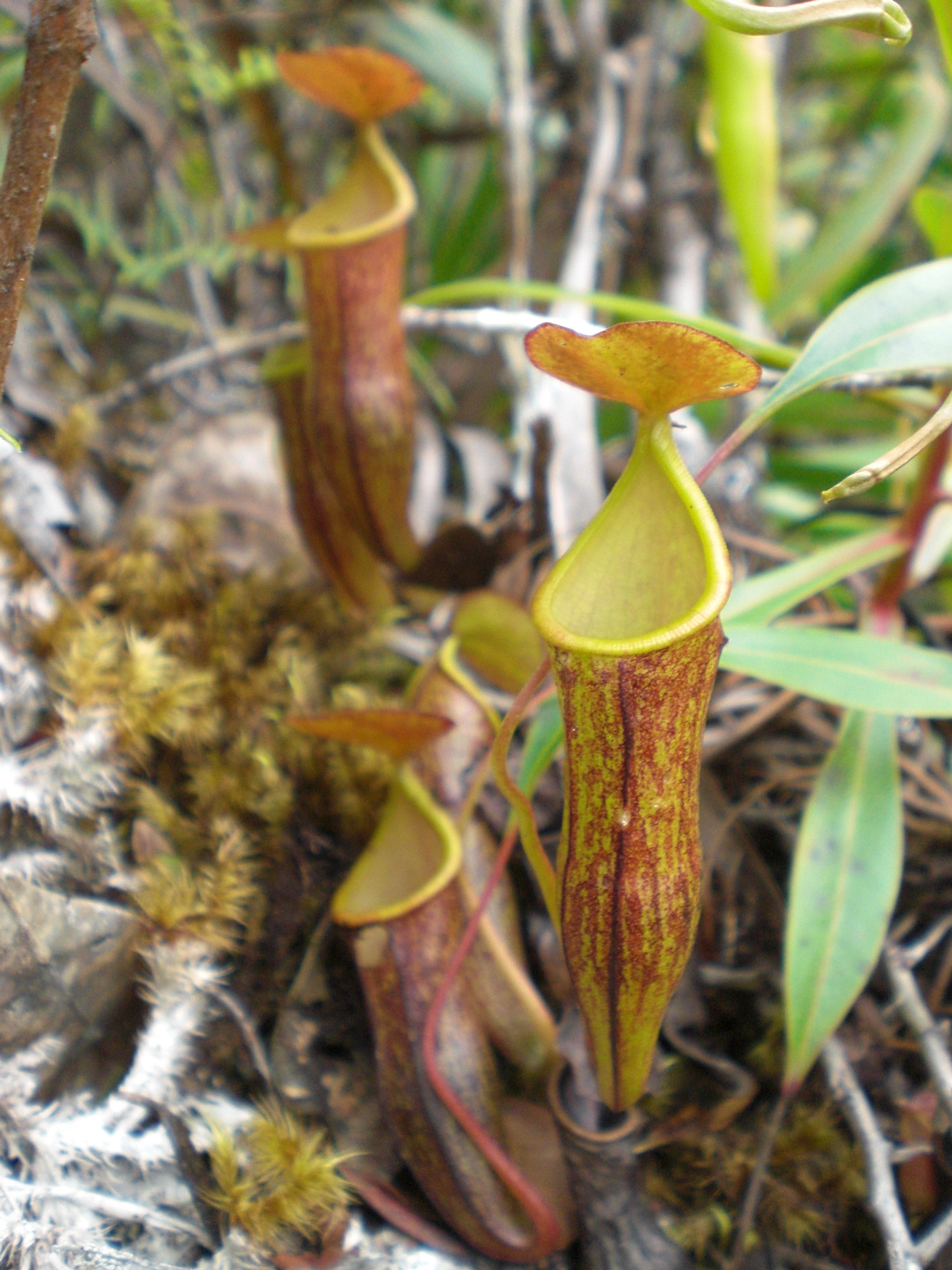
小瓮猪笼草的莲座状植株及其中下位笼

源小猪笼草属于非正式的“小瓮猪笼草组”，其中还包括分布于棉兰老岛中北部的熙德猪笼草（N. cid）及分布于棉兰老岛东南部的小瓮猪笼草（N. micramphora）。
源小猪笼草与小瓮猪笼草最显著的区别是上位笼，源小猪笼草为近圆柱形，基部最宽；而小瓮猪笼草为漏斗形，中部或上半部最宽。且源小猪笼草上位笼各方面尺寸都更大（高约16厘米，而小瓮猪笼草不高于6.7厘米）。另一显著差异是笼蔓尾，源小猪笼草笼蔓尾不分叉，而小瓮猪笼草分叉。
熙德猪笼草区别于源小猪笼草和小瓮猪笼草的是生活习性和毛被，熙德猪笼草为附生，营养组织有毛被，而另两个物种为陆生，无毛被。同时，熙德猪笼草还存在明显的叶柄，另两个物种叶片无柄。

## 扩展阅读
维基共享资源上的相關多媒體資源：源小猪笼草
 維基物種上的相關：源小猪笼草